# San Pietro in Bevagna
San Pietro in Bevagna è una frazione del comune di Manduria in provincia di Taranto. La località balneare della costa ionica ha un litorale lungo 15 km che si presenta pressoché totalmente sabbioso e, in alcuni tratti, caratterizzato da piccole scogliere e rocce.

## Geografia fisica
San Pietro in Bevagna è situato sulla costa ionica tra Taranto e Gallipoli, a 11 km da Manduria. È situato all'estremo nord della Terra d'Arneo tra i fiumi Chidro, uno dei più importanti e dei pochi fiumi del Salento, che scorre a est del paese, e il fiume Borraco, che scorre a ovest. La zona ovest comprende Campo de' Messapi e Borraco con l'omonima torre costiera, mentre a est vi è la zona di Specchiarica e Torre Colimena.

## Storia
L'origine di San Pietro in Bevagna è strettamente legata alla storia dell'apostolo San Pietro che si dice sia sbarcato in questa località.
Nel corso del Novecento il paese si è ingrandito, soprattutto negli anni ottanta si sviluppò molto il fenomeno dell'abusivismo edilizio che ha deturpato il territorio, contraddistinto da macchia mediterranea e dune sabbiose.

## Monumenti e luoghi d'interesse
- Santuario di San Pietro: chiesa dedicata a San Pietro e simbolo della località; si appoggia alla Torre di San Pietro in Bevagna.
- Sarcofagi del Re: sarcofagi marmorei di epoca romana sul fondale marino nei pressi della spaggia di San Pietro in Bevagna, resti del carico di una nave romana ivi affondata nel III secolo d.C.
- Riserva naturale della foce del fiume Chidro, caratterizzata da sorgenti sotterranee di acqua dolce per circa 13 km.
- Riserva naturale della Salina dei Monaci: suddivisa tra la stessa San Pietro in Bevagna e Torre Colimena (appartenente anch'essa al Comune di Manduria), presenta una bellissima spiaggia sabbiosa con tratti rocciosi e uno stagno salato dov'è possibile osservare in alcuni periodi dell'anno la nidificazione dei fenicotteri rosa e di altri volatili (cavalieri d'Italia). Nella medesima riserva è possibile ammirare dune sabbiose e una rigorosa macchia mediterranea. Il nome della salina deriva dal fatto che nel 1731, con l'arrivo dei monaci benedettini, questa depressione sabbiosa divenne un luogo stabile per la lavorazione e il deposito del sale.

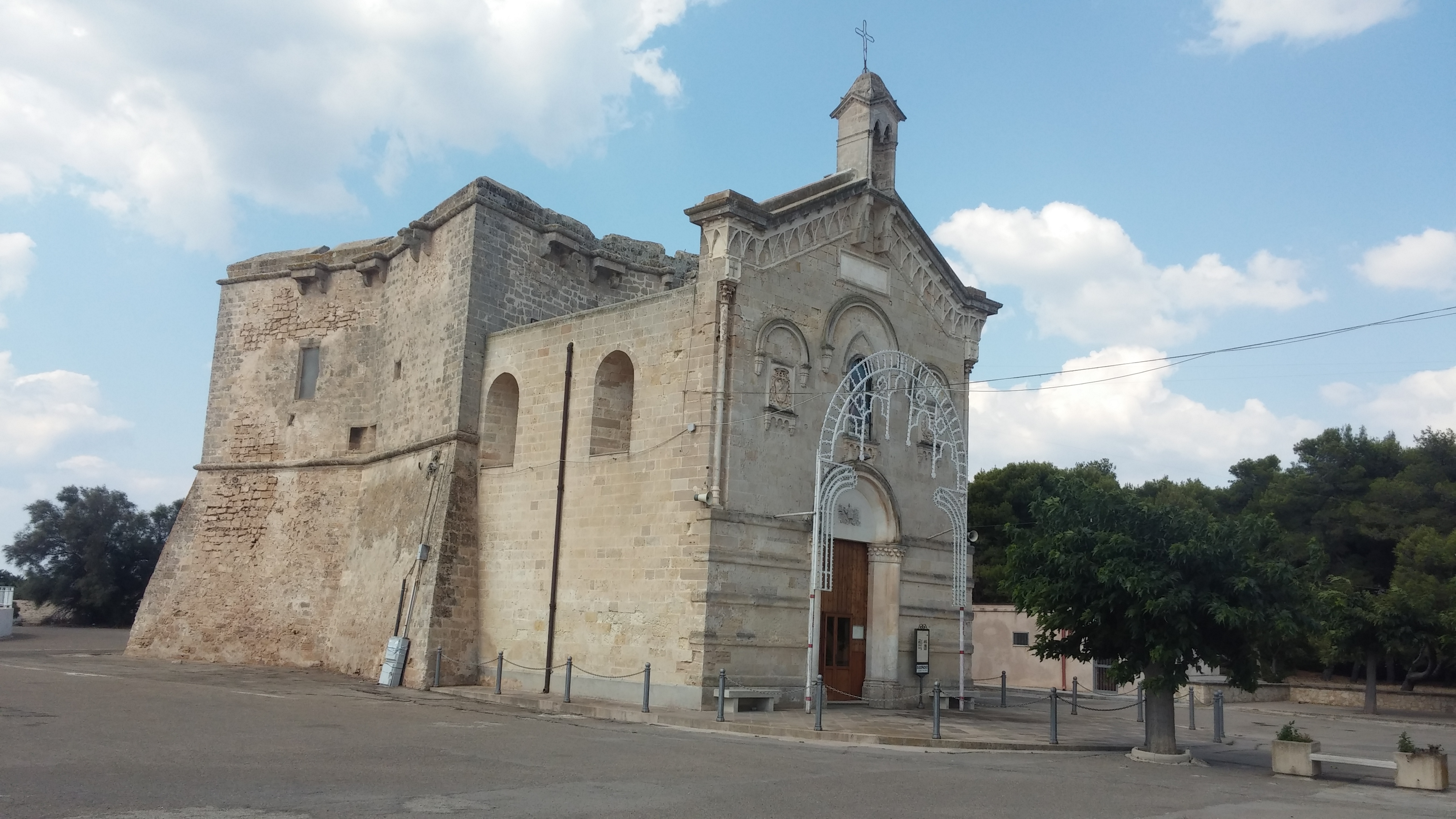
Santuario di San Pietro

- Bosco Cuturi

## Economia

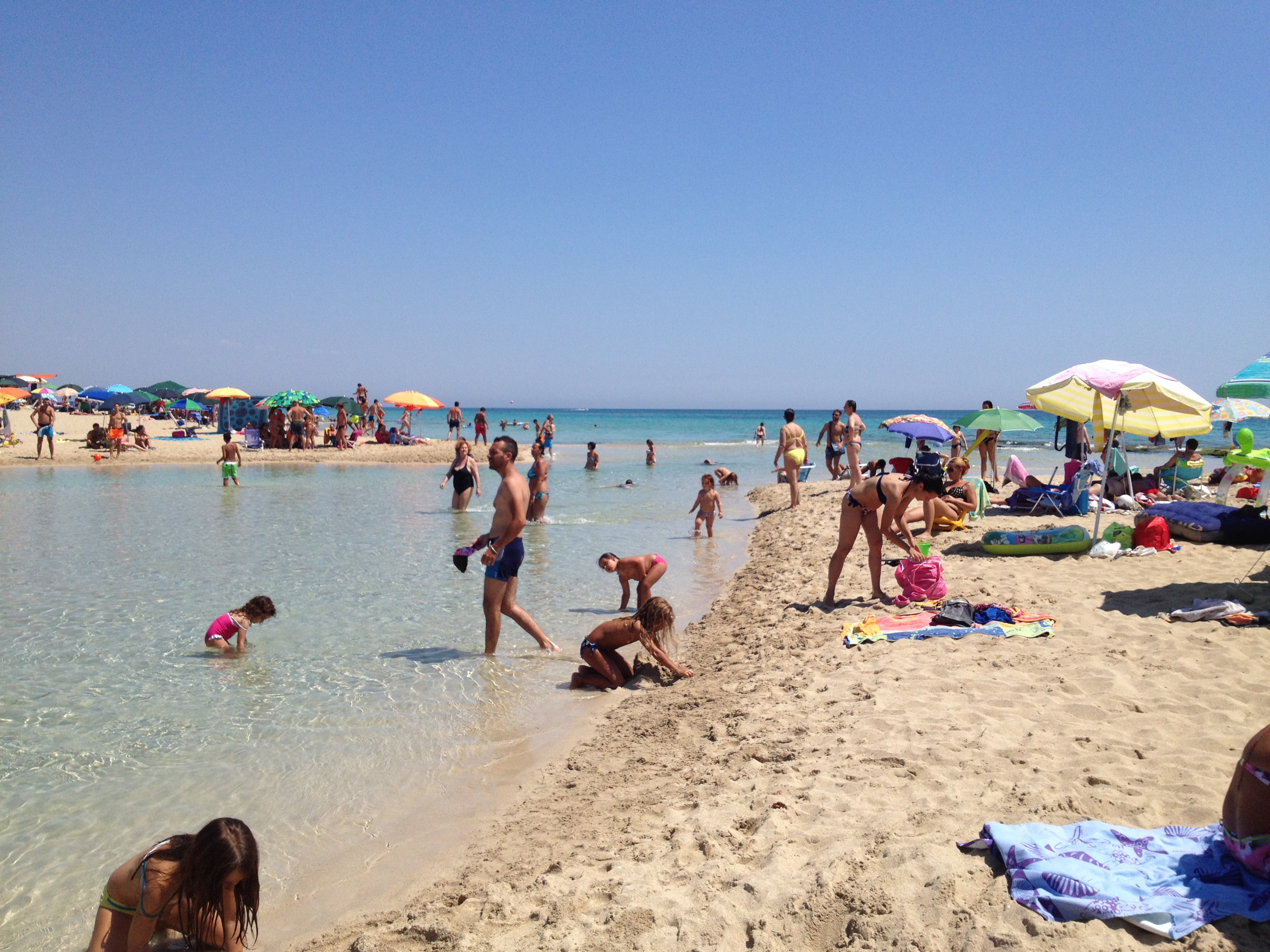
Foce del fiume Chidro

L'economia di San Pietro in Bevagna è basata sul turismo estivo, una delle principali risorse economiche del comune di Manduria. Nel 2024 ha ricevuto il riconoscimento Bandiera blu. Per il secondo anno consecutivo, ha ricevuto per la seconda volta Bandiera Blu.

## Infrastrutture e trasporti
La Sogin (SITA) garantisce un servizio di trasporto pubblico urbano tra Manduria, Torre Borraco, San Pietro in Bevagna e Torre Colimena.
I trasporti ferroviari invece sono assicurati dalla stazione di Manduria, parte del circuito Ferrovie del Sud Est con collegamenti verso le località servite dalla linea jonica e salentina.